# Hutweide (Thurnau)
Hutweide (oberfränkisch: Hudd-wah) ist ein Gemeindeteil des Marktes Thurnau im Landkreis Kulmbach (Oberfranken, Bayern). Hutweide liegt in der Gemarkung Hutschdorf.

## Geographie
Die Einöde liegt am Stegersgraben, einem linken Zufluss des Aubachs, und ist von Acker- und Grünland umgeben. Im Nordosten heißt die Flur Gesteinich. Hutweide liegt etwas abseits einer Gemeindeverbindungsstraße, die nach Hutschdorf (0,6 km nordwestlich) bzw. nach Fahrenbühl führt (0,2 km südöstlich).

## Geschichte
Die Sölde wurde 1578 in einem Urbar des Klosters Langheim erstmals urkundlich erwähnt und wurde offenbar bei einer Hutweide gegründet, woher sie ihren Namen hat.
Gegen Ende des 18. Jahrhunderts bestand Hutweide aus einem Anwesen. Das Hochgericht übte das bayreuthische Stadtvogteiamt Kulmbach aus. Die Grundherrschaft über die Sölde hatte der bambergische Langheimer Amtshof inne.
Von 1797 bis 1810 unterstand der Ort dem Justiz- und Kammeramt Kulmbach. Mit dem Gemeindeedikt wurde Hutweide 1811 dem Steuerdistrikt Hutschdorf und 1812 der Ruralgemeinde Hutschdorf zugewiesen. Am 1. Januar 1972 wurde Hutweide im Zuge der Gebietsreform in Bayern in den Markt Thurnau eingegliedert.

### Einwohnerentwicklung
| Jahr      | 001818 | 001861 | 001871 | 001885 | 001900 | 001925 | 001950 | 001961 | 001970 | 001987 |
| Einwohner | 6      | 7      | 8      | 8      | 6      | 5      | 7      | 5      | 5      | 8      |
| Häuser    | 1      |        |        | 2      | 1      | 1      | 1      | 1      |        | 2      |
| Quelle    | [ 8 ]  | [ 11 ] | [ 12 ] | [ 13 ] | [ 14 ] | [ 15 ] | [ 16 ] | [ 17 ] | [ 18 ] | [ 1 ]  |

## Religion
Hutweide ist evangelisch-lutherisch geprägt und nach St. Johannes der Täufer (Hutschdorf) gepfarrt.